# Emma Buj
Emma Buj Sánchez (Teruel, 10 de mayo de 1972) es una política española, alcaldesa de la ciudad de Teruel desde el 10 de febrero de 2016, tras la renuncia de su antecesor, Manuel Blasco Marqués. Pertenece al Partido Popular.

## Biografía

### Formación académica
Su padre fue interventor en el ayuntamiento de Teruel durante veinte años. Estudió en el colegio de la Purísima y Santos Mártires, conocido como Las Terciarias. Posteriormente obtuvo el título de Graduado Social en la Universidad de Zaragoza, en el campus de Teruel.

### Trayectoria profesional y política
Comenzó su carrera profesional en 1995, como funcionaria de Carrera en la Diputación Provincial de Teruel. Tiempo después, en 1999, con veintiséis años, entró a formar parte de la lista municipal por la capital turolense por el Partido Popular. Pero no fue hasta 2003 cuando resultó elegida concejal del Ayuntamiento de Teruel y Diputada Provincial desde 2007. 
Desde entonces, ha desempeñado diversos cargos. Concretamente, en la legislatura 2003-2007, fue portavoz del Grupo Popular en el ayuntamiento de Teruel. En la legislatura 2011-2015 fue concejal Delegada de Contratación y de Patrimonio, Diputada Delegada del Área de Hacienda y Función Pública, y Delegada de Ayudas culturales, sociales y deportivas, además de Diputada del Instituto de Estudios Turolenses, Diputada Provincial y Portavoz del Grupo Popular en la Diputación Provincial de Teruel.
Tras la renuncia de Manuel Blasco Marqués, Emma Buj tomó posesión del cargo de alcaldesa el 10 de febrero de 2016, con los votos favorables del PP y la abstención de Ciudadanos-Partido de la Ciudadanía.
En las elecciones municipales del 26 de mayo de 2019, la lista encabezada por Emma Buj resultó ser la más votada, y aunque su partido perdiese un concejal con respecto a los anteriores comicios, logró ser investida alcaldesa de la ciudad por segunda vez el 15 de junio de ese año.
Está casada y es madre de una niña nacida en 2005 y de un niño nacido en 2010.